# Voleibol nos Jogos do Mediterrâneo de 2022 - Masculino
O torneio masculino de voleibol nos Jogos do Mediterrâneo de 2022 foi realizado entre os dias 26 de junho e 4 de julho no Hamou Boutlélis Sports Palace, na cidade de Orã, e no Bir El Djir Sports Hall, na cidade de Bir El Djir. O torneio contou com a presença de onze seleções, tendo a seleção da Croácia conquistado pela primeira vez na história da competição a medalha de ouro após vitória sobre a seleção da Espanha.

## Seleções participantes
| Confederação | Vagas | Classificados                                                                        |
| ------------ | ----- | ------------------------------------------------------------------------------------ |
| CAVB         | 3     | Argélia · Egito · Tunísia                                                            |
| CEV          | 8     | Itália · Macedônia do Norte · Grécia · Turquia · França · Croácia · Sérvia · Espanha |

## Critérios de classificação nos grupos
1. Número de vitórias;
2. Pontos;
3. Razão de sets;
4. Razão de pontos;
5. Resultado da última partida entre os times empatados.

- Placar de 3–0 ou 3–1: 3 pontos para o vencedor, nenhum para o perdedor;
- Placar de 3–2: 2 pontos para o vencedor, 1 para o perdedor.

## Fase preliminar
- Todas as partidas em horário local (UTC+1).

|  | Classificados para as quartas de final |

### Grupo A
|     |                    |     | Jogos | Jogos | Jogos | Sets | Sets | Sets  | Pontos | Pontos | Pontos |
| Pos | Equipe             | Pts | T     | V     | D     | V    | P    | R     | V      | P      | R      |
| --- | ------------------ | --- | ----- | ----- | ----- | ---- | ---- | ----- | ------ | ------ | ------ |
| 1   | Itália             | 6   | 2     | 2     | 0     | 6    | 0    | MAX   | 150    | 112    | 1.339  |
| 2   | Egito              | 3   | 2     | 1     | 1     | 3    | 3    | 1,000 | 129    | 141    | 0.915  |
| 3   | Macedônia do Norte | 0   | 2     | 0     | 2     | 0    | 6    | 0,000 | 124    | 150    | 0.827  |

| Data   | Hora  |                    | Placar |                    | Set 1 | Set 2 | Set 3 | Set 4 | Set 5 | Total | Relatório |
| ------ | ----- | ------------------ | ------ | ------------------ | ----- | ----- | ----- | ----- | ----- | ----- | --------- |
| 26 jun | 09:00 | Egito              | 0–3    | Itália             | 14–25 | 20–25 | 20–25 |       |       | 54–75 | P2 P3     |
| 27 jun | 09:00 | Macedônia do Norte | 0–3    | Egito              | 23–25 | 23–25 | 20–25 |       |       | 66–75 | P2 P3     |
| 28 jun | 09:00 | Itália             | 3–0    | Macedônia do Norte | 25–19 | 25–16 | 25–23 |       |       | 75–58 | P2 P3     |

### Grupo B
|     |         |     | Jogos | Jogos | Jogos | Sets | Sets | Sets  | Pontos | Pontos | Pontos |
| Pos | Equipe  | Pts | T     | V     | D     | V    | P    | R     | V      | P      | R      |
| --- | ------- | --- | ----- | ----- | ----- | ---- | ---- | ----- | ------ | ------ | ------ |
| 1   | França  | 8   | 3     | 3     | 0     | 9    | 2    | 4.500 | 265    | 226    | 1.173  |
| 2   | Turquia | 4   | 3     | 1     | 2     | 5    | 6    | 0.833 | 230    | 253    | 0.909  |
| 3   | Grécia  | 3   | 3     | 1     | 2     | 5    | 8    | 0.625 | 286    | 285    | 1.004  |
| 4   | Argélia | 3   | 3     | 1     | 2     | 3    | 6    | 0.500 | 156    | 213    | 0.732  |

| Data   | Hora  |         | Placar |         | Set 1 | Set 2 | Set 3 | Set 4 | Set 5 | Total   | Relatório |
| ------ | ----- | ------- | ------ | ------- | ----- | ----- | ----- | ----- | ----- | ------- | --------- |
| 26 jun | 18:00 | Turquia | 3–0    | Argélia | 25–22 | 25–23 | 25–23 |       |       | 75–68   | P2 P3     |
| 26 jun | 21:00 | França  | 3–2    | Grécia  | 30–28 | 22–25 | 20–25 | 25–19 | 18–16 | 115–113 | P2 P3     |
| 27 jun | 18:00 | Argélia | 0–3    | França  | 18–25 | 18–25 | 16–25 |       |       | 52–75   | P2 P3     |
| 27 jun | 21:00 | Grécia  | 3–2    | Turquia | 25–23 | 22–25 | 25–8  | 23–25 | 15–13 | 110–94  | P2 P3     |
| 28 jun | 18:00 | Grécia  | 0–3    | Argélia | 24–26 | 20–25 | 19–25 |       |       | 63–76   | P2 P3     |
| 28 jun | 21:00 | Turquia | 0–3    | França  | 21–25 | 22–25 | 18–25 |       |       | 61–75   | P1 P3     |

### Grupo C
|     |         |     | Jogos | Jogos | Jogos | Sets | Sets | Sets  | Pontos | Pontos | Pontos |
| Pos | Equipe  | Pts | T     | V     | D     | V    | P    | R     | V      | P      | R      |
| --- | ------- | --- | ----- | ----- | ----- | ---- | ---- | ----- | ------ | ------ | ------ |
| 1   | Croácia | 7   | 3     | 2     | 1     | 8    | 4    | 2,000 | 272    | 281    | 0.968  |
| 2   | Espanha | 5   | 3     | 2     | 1     | 7    | 5    | 1.400 | 288    | 250    | 1.152  |
| 3   | Tunísia | 5   | 3     | 2     | 1     | 6    | 5    | 1.200 | 246    | 222    | 1.108  |
| 4   | Sérvia  | 1   | 3     | 0     | 3     | 2    | 9    | 0.222 | 216    | 269    | 0.803  |

| Data   | Hora  |         | Placar |         | Set 1 | Set 2 | Set 3 | Set 4 | Set 5 | Total   | Relatório |
| ------ | ----- | ------- | ------ | ------- | ----- | ----- | ----- | ----- | ----- | ------- | --------- |
| 26 jun | 12:00 | Tunísia | 3–0    | Sérvia  | 25–22 | 25–15 | 25–20 |       |       | 75–57   | P1 P3     |
| 26 jun | 15:00 | Croácia | 3–1    | Espanha | 27–25 | 25–23 | 22–25 | 28–26 |       | 102–99  | P2 P3     |
| 27 jun | 12:00 | Sérvia  | 0–3    | Croácia | 20–25 | 19–25 | 28–30 |       |       | 67–80   | P2 P3     |
| 27 jun | 15:00 | Espanha | 3–0    | Tunísia | 25–17 | 25–17 | 25–22 |       |       | 75–56   | P1 P3     |
| 28 jun | 12:00 | Espanha | 3–2    | Sérvia  | 22–25 | 25–19 | 23–25 | 25–23 | 19–17 | 114–109 | P2 P3     |
| 28 jun | 15:00 | Tunísia | 3–2    | Croácia | 22–25 | 25–21 | 20–25 | 25–19 | 23–21 | 115–111 | P1 P2     |

## Fase final

### Chaveamento final
|  | Quartas de final | Quartas de final |            |        | Semifinais     | Semifinais     |  |  | Final      | Final |
|  |                  |                  |            |        |                |                |  |  |            |       |
|  | 30 de junho      |                  |            |        |                |                |  |  |            |       |
|  |                  |                  |            |        |                |                |  |  |            |       |
|  | Itália           | 3                |            |        |                |                |  |  |            |       |
|  | Itália           | 3                | 2 de julho |        |                |                |  |  |            |       |
|  | Turquia          | 0                |            |        |                |                |  |  |            |       |
|  | Turquia          | 0                | Itália     | 1      |                |                |  |  |            |       |
|  | 30 de junho      |                  | Itália     | 1      |                |                |  |  |            |       |
|  |                  | Croácia          | 3          |        |                |                |  |  |            |       |
|  | Croácia          | Croácia          | 3          | 3      |                |                |  |  |            |       |
|  | Croácia          |                  | 4 de julho | 3      |                |                |  |  |            |       |
|  | Grécia           | 0                |            |        |                |                |  |  |            |       |
|  | Grécia           | 0                | Croácia    | 3      |                |                |  |  |            |       |
|  | 30 de junho      |                  | Croácia    | 3      |                |                |  |  |            |       |
|  |                  | Espanha          | 0          |        |                |                |  |  |            |       |
|  | Egito            | Espanha          | 0          | 2      |                |                |  |  |            |       |
|  | Egito            | 2 de julho       |            | 2      |                |                |  |  |            |       |
|  | Espanha          | 3                |            |        |                |                |  |  |            |       |
|  | Espanha          | 3                | Espanha    | 3      | Terceiro lugar | Terceiro lugar |  |  |            |       |
|  | 30 de junho      |                  | Espanha    | 3      | Terceiro lugar | Terceiro lugar |  |  |            |       |
|  |                  | França           | 0          |        |                |                |  |  |            |       |
|  | França           | França           | 0          | 3      | Itália         | 3              |  |  |            |       |
|  | França           |                  |            | 3      | Itália         | 3              |  |  |            |       |
|  | Tunísia          | 1                |            | França | 1              |                |  |  |            |       |
|  | Tunísia          | 1                |            |        | 1              |                |  |  |            |       |
|  |                  |                  |            |        |                |                |  |  | 4 de julho |       |
|  |                  |                  |            |        |                |                |  |  |            |       |

#### Quartas de final
| Data   | Hora  |         | Placar |         | Set 1 | Set 2 | Set 3 | Set 4 | Set 5 | Total   | Relatório |
| ------ | ----- | ------- | ------ | ------- | ----- | ----- | ----- | ----- | ----- | ------- | --------- |
| 30 jun | 10:00 | Itália  | 3–0    | Turquia | 25–15 | 25–16 | 25–15 |       |       | 75–46   | P2 P3     |
| 30 jun | 13:00 | Egito   | 2–3    | Espanha | 25–23 | 21–25 | 25–18 | 22–25 | 9–15  | 102–106 | P2 P3     |
| 30 jun | 16:00 | França  | 3–1    | Tunísia | 26–28 | 25–20 | 25–17 | 25–23 |       | 101–88  | P2 P3     |
| 30 jun | 19:00 | Croácia | 3–0    | Grécia  | 25–19 | 25–19 | 25–22 |       |       | 75–60   | P2 P3     |

#### Semifinais
| Data  | Hora  |         | Placar |         | Set 1 | Set 2 | Set 3 | Set 4 | Set 5 | Total | Relatório |
| ----- | ----- | ------- | ------ | ------- | ----- | ----- | ----- | ----- | ----- | ----- | --------- |
| 2 jul | 16:30 | Itália  | 1–3    | Croácia | 24–26 | 22–25 | 25–21 | 24–26 |       | 95–98 | P2 P3     |
| 2 jul | 19:30 | Espanha | 3–0    | França  | 25–21 | 25–22 | 25–22 |       |       | 75–65 | P2 P3     |

#### Terceiro lugar
| Data  | Hora  |        | Placar |        | Set 1 | Set 2 | Set 3 | Set 4 | Set 5 | Total  | Relatório |
| ----- | ----- | ------ | ------ | ------ | ----- | ----- | ----- | ----- | ----- | ------ | --------- |
| 4 jul | 13:00 | Itália | 3–1    | França | 22–25 | 25–20 | 25–15 | 31–29 |       | 103–89 | P2 P3     |

#### Final
| Data  | Hora  |         | Placar |         | Set 1 | Set 2 | Set 3 | Set 4 | Set 5 | Total | Relatório |
| ----- | ----- | ------- | ------ | ------- | ----- | ----- | ----- | ----- | ----- | ----- | --------- |
| 4 jul | 20:00 | Croácia | 3–0    | Espanha | 25–22 | 30–28 | 25–20 |       |       | 80–70 | P2 P3     |

### Composição de tabela
|  | 5º – 8º lugar | 5º – 8º lugar |   |            | Quinto lugar | Quinto lugar |  |
|  |               |               |   |            |              |              |  |
|  | 1 de julho    |               |   |            |              |              |  |
|  | Turquia       | 3             |   |            |              |              |  |
|  | Grécia        | 1             |   |            |              |              |  |
|  |               |               |   |            |              |              |  |
|  |               |               |   |            | 2 de julho   |              |  |
|  |               |               |   |            | Turquia      | 3            |  |
|  |               | Tunísia       | 1 |            |              |              |  |
|  |               |               |   |            |              |              |  |
|  |               |               |   |            |              |              |  |
|  |               |               |   |            | Sétimo lugar |              |  |
|  | 1 de julho    | 1 de julho    |   | 2 de julho | 2 de julho   |              |  |
|  | Egito         | 1             |   | Grécia     | 3            |              |  |
|  | Tunísia       | 3             |   |            | Egito        | 1            |  |

#### 5º–8º lugar
| Data  | Hora  |         | Placar |         | Set 1 | Set 2 | Set 3 | Set 4 | Set 5 | Total  | Relatório |
| ----- | ----- | ------- | ------ | ------- | ----- | ----- | ----- | ----- | ----- | ------ | --------- |
| 1 jul | 16:00 | Turquia | 3–1    | Grécia  | 25–19 | 25–15 | 21–25 | 25–21 |       | 96–80  | P2 P3     |
| 1 jul | 19:00 | Egito   | 1–3    | Tunísia | 27–25 | 22–25 | 18–25 | 23–25 |       | 90–100 | P2 P3     |

#### Sétimo lugar
| Data  | Hora  |        | Placar |       | Set 1 | Set 2 | Set 3 | Set 4 | Set 5 | Total | Relatório |
| ----- | ----- | ------ | ------ | ----- | ----- | ----- | ----- | ----- | ----- | ----- | --------- |
| 2 jul | 16:00 | Grécia | 3–1    | Egito | 25–21 | 23–25 | 25–23 | 25–22 |       | 98–91 | P2 P3     |

#### Quinto lugar
| Data  | Hora  |         | Placar |         | Set 1 | Set 2 | Set 3 | Set 4 | Set 5 | Total | Relatório |
| ----- | ----- | ------- | ------ | ------- | ----- | ----- | ----- | ----- | ----- | ----- | --------- |
| 2 jul | 19:00 | Turquia | 3–1    | Tunísia | 25–23 | 21–25 | 25–19 | 25–22 |       | 96–89 | P2 P3     |

## Classificação final
| Posição | Equipe             |
| ------- | ------------------ |
|         | Croácia            |
|         | Espanha            |
|         | Itália             |
| 4       | França             |
| 5       | Turquia            |
| 6       | Tunísia            |
| 7       | Grécia             |
| 8       | Egito              |
| 9       | Argélia            |
| 9       | Sérvia             |
| 9       | Macedônia do Norte |